# Новотурбеево
Новотурбеево (баш. Яңы Тырбый) — деревня в Шаранском районе Республики Башкортостан Российской Федерации. Входит в состав Мичуринского сельсовета. 

## География

### Географическое положение
Расстояние до:
- районного центра (Шаран): 20 км,
- центра сельсовета (Мичуринск): 2 км,
- ближайшей ж/д станции (Туймазы): 62 км.

## История
Деревня основана после 1906 года.
По данным подворной переписи, проведённой в уезде в 1912—13 годах, деревня Ново-Турбаева входила в состав Кичкиняшевской волости Белебеевского уезда Уфимской губернии. В деревне имелось 8 наличных хозяйств переселенцев-собственников из башкир, где проживало 48 человек (24 мужчины, 24 женщины). Надельной земли не было, 72 десятины земли было куплено (из неё 0,75 сдано в аренду), 63,32 — арендовано. Общая посевная площадь составляла 110,67 десятин, из неё 53 десятины занимала рожь, 22,25 — овёс, 9,53 — просо, 9,25 — греча, 8,88 — горох, 6,76 — пшеница, 1 десятину — конопля и картофель. Из скота имелась 28 лошадей, 42 головы КРС, 81 овца и 6 коз. 3 хозяйства держали 9 ульев пчёл. 3 человека занимались промыслами.
В 1920 году по официальным данным в деревне той же волости 8 дворов и 40 жителей (19 мужчин, 21 женщина), по данным подворного подсчёта — 29 тептярей, 9 татар и 6 русских в 8 хозяйствах. К 1925 году число хозяйств выросло до 12.
В 1926 году деревня относилась к Шаранской волости Белебеевского кантона Башкирской АССР.
В годы коллективизации деревня вошла в состав колхоза «Молот».
В 1939 году в деревне Ново-Турбеево Ново-Карьявдинского сельсовета Шаранского района проживало 125 жителей (58 мужчин, 67 женщин).
В 1959 году в деревне Шаранбаш-Князевского сельсовета проживало 82 человека (39 мужчин, 43 женщины). В 1960 году деревня вошла в состав вновь образованного Мичуринского сельсовета.
В 1963 году сельсовет был включён в состав Туймазинского сельского района, с 1965 года — в составе Бакалинского, с 1967 года — вновь в Шаранском районе. 
В 1970 году в деревне Новотурбеево Мичуринского сельсовета было 96 жителей (56 мужчин, 40 женщин).
По переписи 1979 года — 68 человек (33 мужчины, 35 женщин).
В 1989-м — 43 жителя (18 мужчин, 25 женщин).
В 2002 году здесь жило 50 человек (26 мужчин, 24 женщины), татары (50 %) и башкиры (44 %).
В 2010 году в деревне проживало 48 человек (22 мужчины, 26 женщин).

## Население
| 2002 | 2009 | 2010 |
| ---- | ---- | ---- |
| 50   | ↗56  | ↘48  |

## Инфраструктура
Деревня входит в состав КФХ «Шаран-Агро», на её территории нет производственных и социальных объектов.
Деревня электрифицирована и газифицирована, есть водопровод и кладбище.